# A Ponte Maceira
A Ponte Maceira és un llogaret situat en la parròquia de Agrón, del municipi d'Ames, a la província de La Corunya, Galícia.

## Demografia
L'any 2009 tenia 20 habitants segons dades de l'Institut Nacional d'Estadística, dels quals eren 11 homes i 9 dones.
| Gràfica d'evolució demográfica de Ponte Maceira entre 2000 i 2018 |
|                                                                   |